# Alberto Kampmann
Alberto Fernández Iglesias Kampmann (Madrid, 14 de marzo de 1994), más conocido como Alberto Kampmann o A. Kampmann, es un director de cine y guionista español. Ha dirigido los cortometrajes Nuestra Gastronomía (2016), Velo (2020), No es para tanto (2021) y El Testigo (2023). Inició su carrera dirigiendo píldoras audiovisuales en el sector nupcial y fashion films. 

## Biografía
Alberto Fernández Iglesias nació el 14 de marzo de 1994 en Madrid, hijo de José Andrés Fernández Kampmann (Dortmund, Alemania) y María Teresa Iglesias García (Madrid, España). Tiene dos hermanos menores, Mario Kampmann del mismo matrimonio y Marta de la Cruz Moreno, hija del segundo marido de Teresa, Julián de la Cruz. Se crio en Galapagar, un pueblo de la sierra de Guadarrama.
Alberto y Mario empezaron a trabajar desde los 15 años, ayudando en los distintos negocios de su madre Teresa y su padrastro Julián. Entre los 15 y los 25 años Alberto ejerció de camarero, fotógrafo y videógrafo nupcial o comercial entre otras profesiones en sus huecos libres.
Influenciados por la crisis económica del 2008 en España, a los 18 años Alberto inicia sus estudios de ingeniería de telecomunicaciones en la Escuela Técnica Superior de Ingenieros de Telecomunicaciones de la UPM. Durante estos años Alberto es becado en el Dpto. Audiovisual de la universidad para cubrir la grabación de eventos institucionales. El entonces director de la escuela, Guillermo Cisneros, se fijó en el talento del estudiante y le propuso crear un anuncio de televisión sobre la escuela.
En 2018, a los 24 años Alberto consigue su título de ingeniero y a la siguiente semana su vivienda familiar sufre un incendio que destruye por completo la casa en la que vivían. Tras el incidente, consigue un puesto como comercial en una multinacional del sector telecomunicaciones y lo compagina con su carrera artística hasta que en 2019 se centra completamente en el cine.
Alberto es pareja de la influencer Ágata del Barco desde 2014, la cual ha realizado el maquillaje y peluquería de todos los proyectos del director.

## Carrera Profesional
A los 18 años Alberto y Mario se presentan a un concurso documental (Eustory) el cual ganan con Opa Joseph (2012), un documental que narra la vida del bisabuelo del cineasta, el cual llegó a morir como el número 1 de la lista negra de la gestapo por sus ideales contrarios a la propaganda nazi como redactor jefe de una importante revista en la Región del Ruhr.
Motivado por este éxito, Alberto compagina sus estudios de ingeniería con el rodaje de píldoras audiovisuales en el sector nupcial en sus ratos libres y fines de semana, llegando a crear anuncios para las marcas como Jordi Dalmau, Eva Novias o 1001Bodas. Durante esta etapa Alberto escribe, dirige y monta todos sus proyectos. Acostumbrado a este método de trabajo, el director a día de hoy escribe, dirige y monta todos sus obras de ficción como sello de identidad.
A los 22 años estrena su primer cortometraje, Nuestra Gastronomía (2016), con su hermano Mario, Luisfer Alvés y Manuel Galiana.
A los 26 funda su propia productora audiovisual junto a su hermano Mario y crea sus siguientes dos cortometrajes; Velo (2020) y No es para tanto (2021). Este último presenta un plano secuencia subjetivo de 8 minutos sin cortes y está protagonizado por Luisfer Alvés, Joaquín Notario, Santi Crespo, Cristina Alcázar y Concha Delgado.
A los 29 años, Alberto finaliza su cuarto cortometraje, El Testigo (2023), con una notable novedad; es la primera obra de ficción española en introducir efectos sonoros y Foley creados por una inteligencia artificial, que además fue creada por un miembro del equipo y compañero de carrera del director, Mateo Cámara Largo. El corto esta protagonizado por Joaquin Notario, Santi Crespo y Javier Muga. 

## Filmografía
| Año  | Título original     | Productora            | Rol                            |
| ---- | ------------------- | --------------------- | ------------------------------ |
| 2012 | Opa Joseph          |                       | Guionista, Director y Montador |
| 2016 | Nuestra Gastronomía | Zebra Producciones    | Guionista, Director y Montador |
| 2020 | Velo                | Osmos Global KS Films | Guionista, Director y Montador |
| 2021 | No es para tanto    | Osmos Global KS Films | Guionista, Director y Montador |
| 2023 | El Testigo          | KS Films              | Guionista, Director y Montador |